# علي الفندري
 علي الفندري، ولد بمدينة صفاقس في 30 ديسمبر 1946، فنان تشكيلي تونسي  مواهبه التي ابدع فيها هي الرسم والزخرفة.

## تكوينه
درس فيما بين 1967 و1971 بمدرسة الفنون الجميلة بتونس، وتلقى فيما بين 1972 و1973 تأهيلا بمانهايم- ألمانيا، وأقام بمدينة الفنون بباريس فيما بين 1974 و1976.

## معارضه
- 1975: معرض شخصي بقاعة الأخبار- تونس
- 1976: معرض شخصي بقاعة الأخبار- تونس
- 1977: معرض شخصي برواق الفنون- تونس
- 1981: معرض شخصي بقاعة الأخبار- تونس
- معرض شخصي في نطاق المهرجان الدولي لمدينة أنطاكيا بتركيا.